# Parapolycope
Parapolycope är ett släkte av kräftdjur som beskrevs av Walter Klie 1936. Parapolycope ingår i familjen Polycopidae.
Släktet innehåller bara arten Parapolycope germanica.